# Comté de Hale (Alabama)
Pour les articles homonymes, voir Comté de Hale.
Le comté de Hale est un comté des États-Unis situé dans l'État de l'Alabama.

## Démographie
| 1870   | 1880   | 1890   | 1900   | 1910   | 1920   |
| ------ | ------ | ------ | ------ | ------ | ------ |
| 21 792 | 26 553 | 27 501 | 31 011 | 27 883 | 24 289 |

| 1930   | 1940   | 1950   | 1960   | 1970   | 1980   |
| ------ | ------ | ------ | ------ | ------ | ------ |
| 26 265 | 25 533 | 20 832 | 19 537 | 15 888 | 15 604 |

| 1990   | 2000   | 2010   | - | - | - |
| ------ | ------ | ------ | - | - | - |
| 15 498 | 17 185 | 15 760 | - | - | - |